# Luigi’s Mansion 2
Luigi’s Mansion 2 (japanischer Originaltitel:ルイージマンション2 Ruīji Manshon Tsū bzw. Luigi Mansion 2; in Nordamerika: Luigi’s Mansion: Dark Moon) ist ein Videospiel, das von dem kanadischen Spielentwickler Next Level Games für die Handheld-Konsole Nintendo 3DS entwickelt und im März 2013 von Nintendo veröffentlicht wurde. Es ist der Nachfolger von Luigi’s Mansion. Wie bereits im Vorgängerspiel übernimmt man nicht die Kontrolle über Mario, sondern über dessen Bruder Luigi.
Eine grafisch verbesserte Version für die Nintendo Switch erschien im Juni 2024.

## Handlung
Die Geschichte von Luigi’s Mansion 2 knüpft an die Handlung des Vorgängers an. König Buu Huu hat es geschafft, sich aus der Gefangenschaft von Prof. I. Gidd zu befreien und sinnt auf Rache. Gidd betreibt Forschung im Nachtschattental und wird dabei von den freundlichen Geistern des Tals unterstützt. König Buu Huu zerstört jedoch den Finstermond, den einzigen Grund für die Freundlichkeit der Geister im Tal. Die Geister werden daraufhin wild und verwüsten Gidds Labor. Daraufhin ergreift I. Gidd panisch die Flucht und kann sich in sein Zweitlabor, auch „Der Unterschlupf“ genannt, retten. Er kontaktiert Luigi und holt ihn mit seiner neusten Erfindung, dem „Voxelporter“, in sein Labor. Luigi erhält vom Professor den neuen „Schreckweg 09/15“, ein Staubsauger der für die Geisterjagd entwickelt wurde, und macht sich auf den Weg. Im Laufe des Spiels kristallisiert sich heraus, dass König Buu Huu, wie schon im ersten Teil, Mario entführt und in ein Gemälde gesperrt hat.

## Spielprinzip und Technik
Die Spielmechanik ähnelt größtenteils der Mechanik des Vorgängers. Luigi ist mit dem Nachfolger des Schreckweg 08/16 ausgestattet, dem Schreckweg 09/15. Dabei handelt es sich um einen aufgerüsteten Staubsauger, mit dem sich Geister einsaugen lassen. Zu Luigi’s Ausrüstung zählen ebenso eine Taschenlampe mit integriertem Stroboblitz, mit dem sich Geister erschrecken lassen, und eine Düsterlampe, mit der unsichtbare Spuren, Gegenstände und Geister sichtbar gemacht werden können.
Um einen Geist zu besiegen, muss Luigi diesen im Normalfall erst mit dem Stroboblitz blenden und dann mit seinem Schreckweg aufsaugen. Hierbei verfügt jeder Geist über eine unterschiedlich lange Lebensleiste, die bestimmt, wie lange das Aufsaugen dauert. Zudem besitzt Luigi eine Ruckleiste, die sich auflädt während Luigi den Geist ansaugt. Wenn die Leiste genügend aufgeladen ist, kann man A drücken, um einem Geist je nach Level der Ruckleiste 10, 20 oder 30 Lebenspunkte auf einmal abzuziehen. Bei einigen Geistern ist die Nutzung der Ruckleiste notwendig, z. B. bei Meistergeistern oder Geistern mit Schilden.
Eine weitere Ausnahme beim Fangen von Geistern bilden die Buu Huus. Sie verstecken sich oftmals in unsichtbaren Möbelstücken und müssen zuerst gefunden werden. Möchte man sie dann fangen, muss man sie mit der Düsterlampe anleuchten, damit sie bewegungsunfähig werden. Nun kann man ihre Zunge ansaugen, die Ruckleiste aufladen und sie durch den Raum sausen lassen, wodurch sie Münzen fallen lassen und Lebenspunkte verlieren. Wenn ihre Lebenspunkte null erreichen, lassen sie sich einfach einsaugen.
Anders als beim Vorgänger erkundet Luigi in Luigi’s Mansion 2 nicht nur eine einzige Villa, sondern fünf verschiedene Gebiete: Gruselvilla, Efeutürme, Ingenieurshof, Schneebergwerk und Trugschloss, die das Nachtschattental bilden. In jedem dieser Gebiete ist ein Finstermondstück versteckt, welches jeweils von einem Meistergeist bewacht wird. Besiegt man diesen, so wird das nächste Gebiet freigeschaltet. Zudem ist jedes der Gebiete in Missionen unterteilt, die beliebig oft wiederholt werden können, um beispielsweise die Menge der gesammelten Münzen zu verbessern oder um alle in den Leveln versteckte Juwelen, von denen 13 pro Gebiet versteckt sind, zu finden.
Eine weitere Neuerung ist, dass der Schreckweg Extras bekommt, je mehr Reichtümer man sammelt. Dadurch lassen sich die Dauer der Düsterlampe, Ruckleiste und Sauggeschwindigkeit verbessern. Im sogenannten Gidd-Speicher lassen sich gefangene Geister, Buu Huus, gesammelte Juwelen und freigeschaltete Extras besichtigen.

### Mehrspielermodus
Neben dem Einzelspielermodus gibt es auch einen Mehrspielermodus, den Wirrwarrturm, bei dem bis zu vier Spieler online oder lokal miteinander auf Geisterjagd gehen können. Dabei unterstützt das Spiel das Download-Spiel, was bedeutet, dass im lokalen Modus nur ein Spieler das Spiel besitzen muss. Insgesamt gibt es drei Spielmodi: Jäger, Pinscher und Tempo. In allen Modi geht es darum, vor Ablauf der Zeit die Etage zu lösen, um zur nächsten Etage fortschreiten zu können. Alle fünf Etagen erscheint ein Bossgeist, der besiegt werden muss, um zur nächsten Etage zu gelangen. Bossgeister können nur im Mehrspieler-Modus gefangen werden, sie kommen im Nachtschattental nicht vor. Zur Unterscheidung der einzelnen Spieler trägt Luigi unterschiedlich farbige Kleidung. Mit anderen Spielern kommunizieren kann man mithilfe vorgefertigter Nachrichten auf dem Steuerkreuz.

## Nachfolger
Am 21. Juni 2023 wurde in einer Nintendo-Direct-Präsentation eine grafisch verbesserte Version für die Nintendo Switch angekündigt, die am 27. Juni 2024 unter dem Namen Luigi’s Mansion 2 HD erschien.

### Luigi’s Mansion Arcade
Im Jahr 2015 veröffentlichte Nintendo Luigi’s Mansion Arcade, ein Arcade-Spiel, das auf Luigi’s Mansion 2 basiert und von Capcom entwickelt und von Sega veröffentlicht wurde. Die Handlung wurde aus Luigi’s Mansion 2 übernommen, allerdings setzt es auf einen first-person On-Rail-Spielstil und verwendet einen speziellen vakuumbasierten Controller. Das Spiel ist hauptsächlich in japanischen Spielhallen zu finden.

### Luigi’s Mansion 3
Am 14. September 2018 wurde Luigi’s Mansion 3 auf einer Nintendo-Direct-Präsentation vorgestellt. Auf der E3 2019 wurde erstmals Gameplay gezeigt und die neue Fähigkeiten wurden vorgestellt. Das Spiel erschien, pünktlich zu Halloween, am 31. Oktober 2019 exklusiv für die Nintendo Switch. Es verkaufte sich in Japan, Nordamerika und Europa innerhalb der ersten neun Wochen insgesamt 4 Millionen Mal, womit es den Vorgänger Luigi’s Mansion 2 um mehr als das Doppelte schlug.

## Rezeption
Luigi’s Mansion 2 erhielt fast ausschließlich positive Bewertungen. Die Rezensionsdatenbank Metacritic aggregiert 74 Rezensionen zu einem Mittelwert von 86.